# Vanessa Jamesová
Vanessa Jamesová (* 27. září 1987 Scarborough , Kanada) je reprezentantka Francie v krasobruslení. Jejím partnerem v disciplíně sportovní dvojice je o čtyři roky mladší Morgan Ciprès.

## Životopis
Narodila se na předměstí kanadského Toronta, má sestru (dvojče) Melyssu. Dětství prožila na Bermudách, kde se narodil její otec, jako desetiletá přesídlila do USA a od roku 1998 se věnovala krasobruslení ve Washington Figure Skating Clubu, původně jako sólistka. Díky otcově původu získala britské občanství a v roce 2006 se stala mistryní Velké Británie v ženské kategorii. Startovala na mistrovství světa juniorů v krasobruslení 2007, kde obsadila 27. místo.
Poté se začala věnovat sportovním dvojicím; jejím prvním partnerem byl Hamish Gaman, kterého pak nahradil Francouz Yannick Bonheur. Jamesová se proto počátkem roku 2008 přestěhovala do Paříže, kde vstoupila do klubu Français Volants a přijala francouzské občanství. S Bonheurem skočili v roce 2009 desátí na mistrovství Evropy v krasobruslení a dvanáctí na mistrovství světa v krasobruslení, v roce 2010 byli sedmí v Evropě, dvanáctí na světě a čtrnáctí na olympiádě, kde byli první černošským párem v historii.
Na konci sezóny 2009/10 Bonheur a Jamesová ukončili spolupráci, nevyšel plán na vytvoření dvojice s Maximinem Coiou, který mezitím ukončil amatérskou kariéru, nakonec se jejím partnerem stal Morgan Ciprès, který do té doby jezdil soutěže mužů. Spolu se stali pětinásobnými mistry Francie, v roce 2013 vyhráli International Challenge Cup v Haagu a v roce 2014 Denkova-Staviski Cup v Sofii. Na olympiádě 2014 byli sedmí v soutěži sportovních dvojic a šestí v soutěži družstev, získali bronz na Univerziádě 2015, na mistrovství Evropy byli třetí v roce 2017, čtvrtí 2013 a 2016 a pátí 2014 a 2015. Na mistrovství světa bylo jejich nejlepším výsledkem osmé místo v roce 2017.